# Tabernáculo de São Jorge
São Jorge é uma estátua de um santo orgulhoso, divinizado a herói triunfante, é grande símbolo do Renascimento. Conhecido por suas formas proporcionais, beleza bem próxima aos padrões clássicos, força de expressões e dinamismo, a escultura foi feita pelo artista Donatello, grande escultor do século XV. São Jorge foi esculpido perfeitamente por ele, seu rosto nada tem da beleza indefinida e serena dos santos medievais, Donatello dominou a realização fundamental da escultura antiga, tratou o corpo humano como uma estrutura articulada, transmitindo movimento com suas cores sólidas. Pode ser removido de seu enquadramento arquitetônico, onde jamais se perderia sua autoridade.
Admirar o trabalho de Donatello é visualizar o santo guerreiro de maneira tão vigorosa e convincente, com uma concepção inteiramente nova. Os contornos permanecem claros e sólidos como uma rocha, substituindo o sutil refinamento de seus antecessores, por uma nova e sadia observação da natureza.
O artista rompe com o passado fazendo esta estátua, pois parece vigiar a aproximação do inimigo e medi-lo de alto a baixo. A mão pousada no escudo acaba sendo uma atitude tensa e desafiadora determinação, sendo assim a estátua permaneceu famosa como um retrato ímpar de vigor e coragem juvenil.
As mãos do santo são detalhes que demonstram uma completa independência dos modelos tradicionais, em virtude disso provam um estudo original e deliberado das características reais do corpo humano. Donatello adquiriu grande fama durante a vida com esse novo interesse e novo método que faz sua obra parecer tão convincente.